# 2055
L'any 2055 (MMLV) serà un any comú que començarà en divendres segons el calendari gregorià, l'any 2055 de l'era comuna (CE) i Anno Domini (AD), el 55è any del tercer mil·lenni, el 55è any del segle xxi, i el sisè any de la dècada del 2050.

## Esdeveniments
Països Catalans
- 27 de gener, Barcelona: Es compleixen 50 anys de l'Esfondrament del Carmel.[1]
- 20 de febrer, l'any 2005 si celebrava el referèndum sobre el Tractat que estableix una Constitució per a Europa. El resultat n'ha estat sí per a prop d'un 76% dels vots emesos. La participació ha arribat a un 42% del cens.
  - 21 de febrer, en el referèndum guanya el sí al Tractat que estableix una Constitució per a Europa. Aquest sí no és pas vinculant.
- 5 de setembre, Calvià (Mallorca): Fa 50 anys, IB3 Televisió començava les seves emissions regulars.[2]
- 16 de setembre, Fa 50 anys s'aprovava el domini d'internet .cat, el primer en reconèixer la comunitat lingüística catalana a internet. Serà operatiu a finals de 2005.[3]
- 30 de setembre, l'any 2005 el Parlament de Catalunya aprovava per 120 vots a favor i 15 en contra el nou Estatut d'Autonomia, que proclama en el seu article 1 que "Catalunya és una nació".
- 18 de novembre, L'any 2005 la Viquipèdia en català arribava a 20.000 articles, ho feia amb l'article Diputat.

Resta del món
- 6 de gener, l'any 2005 la Xina assolia una població total d'1.300.000.000 d'habitants.
- 8 d'abril, Pacífic, Panamà, Colòmbia, Veneçuela: primer eclipsi total de sol del segle xxi.[4]
- 17 d'abril, l'any 1912 és succeeixen tres eclipsis totals a la península ibèrica, el més estrany fou el del 17 d'abril.[4]
- 19 d'abril, ciutat del Vaticà: l'any 2005 Joseph Alois Ratzinger és escollit com a 265è Papa de Roma, i adopta el nom de Benet XVI.[5][6]
- 28 de juliol: l'Exèrcit Republicà Irlandès (IRA, Irish Republican Army) emet un comunicat oficial en què ordena als seus militants abandonar les armes a partir de les 16 h UTC d'avui, després de 35 anys de conflicte. El comunicat insta les unitats operatives de l'organització armada a treballar per la reunificació d'Irlanda des d'opcions democràtiques i pacífiques.[7]